# 큰난쟁이여우원숭이
큰난쟁이여우원숭이(Cheirogaleus major)는 마다가스카르 동부 해안 근처의 1차숲 또는 2차숲에 널리 분포하는 여우원숭이의 일종이다. 털은 회색 또는 적갈색을 띠며, 눈 주위에 다크 서클이 있다. 우기철이 끝나기는 시기에, 저장하고 있는 지방 때문에 꼬리가 부풀어오른다. 줄무늬꼬리몽구스(Galidia elegans)와 마다가스카르말똥가리(Buteo brachypterus)의 먹이가 되거나, 포사 (Cryptoprocta ferox)의 먹이가 되는 것으로 보인다. 마다가스카르말똥가리는 다른 여우원숭이들의 포식자가 되기도 한다.